# Демченко, Андрей Анатольевич
Андре́й Анато́льевич Де́мченко (укр. Андрій Анатолійович Демченко; род. 20 августа 1976, Запорожье) — украинский и российский футболист, полузащитник; тренер.

## Биография
Начал футбольную карьеру в Запорожье. После распада СССР переехал в Россию, в 1992—1994 играл за дублирующий состав ЦСКА. Привлекался в юношеские и молодёжные сборные России, стал первым российским юниором, заключившим контракт с известным европейским клубом. В 1994 году после юношеского чемпионата Европы в Испании подписал контракт с амстердамским «Аяксом», однако в команде так и не заиграл.

На меня свалилась куча денег. Денег, которых я никогда раньше не видел и не мог представить, что их могут платить футболистам. […] От такого количества денег шалеешь — не веря в собственное счастье. Всё так хорошо, и никто не стоит за спиной с палкой, которой тебя гоняют в России. И начинает казаться: а ну его к лешему, этот футбол! Надо насладиться жизнью. А потом своё наверстаю — контракт-то длинный, время есть. Это обычная схема для многих наших игроков, уехавших на хороший контракт в неплохой западный клуб. Я, например, на полгода вообще забыл о футболе. Когда вспомнил, поезд ушёл.

Наша пресса писала, что из-за денег я на полгода забыл о футболе — полная чушь! Ты работаешь в одной из лучших команд мира, играешь на топ-уровне — в таких условиях если выложился на тренировке на 95 %, то сразу слетишь в дубль. Журналистам было выгодно так писать, никого не интересовала суть проблемы.
Летом 1998 у Демченко истёк контракт с «Аяксом» и новый не удалось подписать из-за сложной ситуации, сложившейся с уходом из клуба братьев Франка и Рональда де Буров. Надеясь в будущем всё-таки заиграть в Европе, Демченко подписал контракт с запорожским «Металлургом», но в итоге так и остался играть на Украине.

## Достижения
- Обладатель Суперкубка УЕФА: 1995
- Обладатель Межконтинентального кубка: 1995
- Финалист Кубка Украины : 2005/06
- Победитель Первой лиги Украины: 2007/08